# Hurry home (Ferron)
Hurry home is een single die in 1988 op de Nederlandse markt verscheen, in 1988 door Vincent en in 1989 door Jack Jersey. Alleen de laatste had er een hitnotering mee. Beide zangers brachten hem beide uit bij het label Aja Records. Vincent (Claase) kreeg na de eeuwwisseling bekendheid onder de artiestennaam Vinzzent.
De eerste had het nummer Gone op de B-kant staan, dat werd geschreven door Jack de Nijs, alias  Jack Jersey. De laatste had het nummer A broken heart with a smile op de B-kant staan, dat hij eveneens schreef. De schrijver van de A-kant is verantwoord als Ferron, wat mogelijk naar de artiestennaam van de Canadese zangeres Debby Foisy (1952) verwijst.

## Hitnoteringen
De single bereikte een notering in de Nationale Top 100. Hier was het volgende verloop te zien.
| Hurry home in de Nationale Top 100 van 2-12-1989 t/m 13-1-1990 | Hurry home in de Nationale Top 100 van 2-12-1989 t/m 13-1-1990 | Hurry home in de Nationale Top 100 van 2-12-1989 t/m 13-1-1990 | Hurry home in de Nationale Top 100 van 2-12-1989 t/m 13-1-1990 | Hurry home in de Nationale Top 100 van 2-12-1989 t/m 13-1-1990 | Hurry home in de Nationale Top 100 van 2-12-1989 t/m 13-1-1990 | Hurry home in de Nationale Top 100 van 2-12-1989 t/m 13-1-1990 | Hurry home in de Nationale Top 100 van 2-12-1989 t/m 13-1-1990 |
| Week                                                           | 1                                                              | 2                                                              | 3                                                              | 4                                                              | 5                                                              | 6                                                              |                                                                |
| -------------------------------------------------------------- | -------------------------------------------------------------- | -------------------------------------------------------------- | -------------------------------------------------------------- | -------------------------------------------------------------- | -------------------------------------------------------------- | -------------------------------------------------------------- | -------------------------------------------------------------- |
| Positie                                                        | 96                                                             | 90                                                             | 82                                                             | 76                                                             | 82                                                             | 98                                                             | uit                                                            |